# Bengt Palmquist
Bengt Palmquist (n. 4 aprilie 1923, Göteborg, Suedia – d. 26 noiembrie 1995, Särö⁠(d), Hallands län, Suedia) a fost un sportiv ce a reprezentat Suedia, medaliat olimpic. A participat la 3 ediții ale Jocurilor Olimpice (1956, 1960, 1968) în care a câștigat o medalie de aur.